# Lifted Music
Lifted music — британский музыкальный лейбл,  основанный в 2006 году Крисом Ренегейтом (англ. Chris Renegade) выпускающий музыку в стилях драм-н-бейс, даркстеп, нейрофанк, avant-garde. 

Идея создания лейбла заключается в объединении единомышленников.
Все участники лейбла пропагандируют развитие англосаксонский днб-сцены.

## История
Lifted Music — драм-н-бейс лейбл, созданный в 2006 в UK Крисом Ренегейдом.
Выдавая публике аудио и видео релизы, лейбл стремился реализовать андеграунд-концепцию сцены драм-н-бейс.

В 2007 году лейбл получил поддержку от таких звезд днб сцены, как Calyx, Teebee, Noisia, Dieselboy, Phace, Ed Rush, Pendulum, Chase and Status.

## Команда Lifted
Крис Ренегейд в своё время 4 года руководил TOV Music Group. В течение этого времени Крис открыл большое число днб продюсеров и решил создать Lifted концепт лейбл не без помощи своего друга Джона (Spor). На данный момент Крис продвигает Lifted лейбл и регулярно дает представления в качестве диджея.
Spor был найден отделением TOV Music Group в проекте для Evol Intent Recordings и Planet Mu.Он также выпустил трек на Subtitles Recordings и ремикс на Pendulum with Toxic Shock. Его трек Molehill, выпущенный на Subtitles Recordings вошёл в десятку BBC Radio1 D&B Top ten в мае 2007-го.
Также в 2007м Джон выпустил трек на Lifted 001 and его двойной сингл Lifted 002 Supernova снова попал в десятку the BBC Radio1 D&B Top Ten.
Apex последние 3 года был членом проекта Unknown Error, но принял решение заявить о себе самостоятельно.
Unknown Error выпускались на таких лейблах, как Renegade Hardware, Moving Shadow, Defcom and Horizons, и пр.
Свой дебют Apex начал с The Space Between feat. Ayah, выпущенный на Hospital Records. Этот дебют также вошёл в десятку the BBC Radio1 D&B Top Ten.
Evol Intent также входят в команду Lifted. В состав Evol Intent входят три ковбоя — Knick, Gigantor и the Enemy. Всех троих взрастила панк-хардкор культура и все они сейчас — яркие представители американской днб сцены. В 2000 м они создали лейбл Evol intent, на котором вышли треки таких мастодонтов, как Ewun, SPL, Current Value, Counterstrike, Mayhem, Psidream.
Ewun — aka Джейк Станчак - ещё один американский член команды. В 2007 Ewun гастролировал по Штатам в поддержку своего двойного EP и Lifted.